# Hypnum webbianum
Hypnum webbianum là một loài Rêu trong họ Hypnaceae. Loài này được (Mont.) Müll. Hal. mô tả khoa học đầu tiên năm 1851.